# Waldemar Rakocy
Waldemar Stanisław Rakocy (ur. 11 listopada 1960 w Głuchołazach-Zdroju) – polski prezbiter katolicki, misjonarz św. Wincentego a Paulo, teolog, profesor nauk teologicznych, w latach 2008–2013 członek Zarządu Stowarzyszenia Biblistów Polskich, w latach 1994–2017 nauczyciel akademicki Wydziału Teologii Katolickiego Uniwersytetu Lubelskiego Jana Pawła II.

## Życiorys
W 1979 uzyskał maturę w Liceum Ogólnokształcącym im. Bolesława Chrobrego w Głuchołazach i wstąpił do Zgromadzenia Księży Misjonarzy św. Wincentego a Paulo. W 1985 ukończył studia wyższe z zakresu teologii na Wydziale Teologicznym Papieskiej Akademii Teologicznej Krakowie (praca magisterska Uniwersalizm religijny Deutero-Izajasza, promotor o. dr Józef Paściak OP) i przyjął święcenia kapłańskie z rąk ks. bp. Kazimierza Górnego.
W latach 1985–1991 odbył studia specjalistyczne w Rzymie i Jerozolimie (Papieski Instytut Biblijny w Rzymie, Francuska Szkoła Biblijna i Archeologiczna w Jerozolimie oraz Papieski Uniwersytet Gregoriański w Rzymie), zakończone najpierw licencjatem z nauk biblijnych (1989, Papieski Instytut Biblijny), a następnie doktoratem z teologii biblijnej na podstawie rozprawy Trionfo del piano salvifico di Dio. Uno studio letterario della narrativa e della funzione di Atti 12, 1–24 (1991, Papieski Uniwersytet Gregoriański, promotor o. prof. Fritzleo Lentzen-Deis TJ). W 2001 uzyskał stopień naukowy doktora habilitowanego nadany przez Wydział Teologii Katolickiego Uniwersytetu Lubelskiego Jana Pawła II na podstawie pracy Obraz i funkcja faryzeuszy w dziele Łukaszowym (Łk-Dz). Studium literacko-teologiczne. W 2007 otrzymał tytuł profesora nauk teologicznych.
Opublikował ponad 70 prac naukowych głównie w języku polskim, a także angielskim, francuskim, hiszpańskim, rosyjskim i włoskim. W latach 2001–2010 pełnił funkcję redaktora naczelnego zeszytu biblijnego „Roczników Teologicznych KUL” (od 2009 wydawanego jako „Roczniki Biblijne” – „The Biblical Annals”). Od 2008 do 2013 był członkiem Zarządu Stowarzyszenia Biblistów Polskich. Specjalizuje się w biblistyce Nowego Testamentu. Współautor komentarzy do przekładu Nowego Testamentu z języków oryginalnych z komentarzem, opracowanego przez Zespół Biblistów Polskich z inicjatywy Towarzystwa Świętego Pawła i opublikowanego w pierwszej dekadzie XXI wieku (tzw. Biblia Paulistów).
W latach 1991–1994 był wykładowcą, prefektem studiów i wicerektorem Instytutu Teologicznego Księży Misjonarzy, a w latach 1994–2017 pracował jako nauczyciel akademicki na Katolickim Uniwersytecie Lubelskim Jana Pawła II, od 2003 jako profesor nadzwyczajny, od 2009 na stanowisku profesora zwyczajnego. Pełnił funkcję kierownika Katedry Hermeneutyki Biblijnej KUL (od 2001) i kierownika Katedry Egzegezy Ewangelii i Pism Apostolskich KUL (od 2003). Wykładał jako profesor wizytujący na Uniwersytecie Papieskim Jana Pawła II w Krakowie.
W 2010 konsultant naukowy telewizyjnego serialu dokumentalnego Paweł z Tarsu. Pojednanie światów. W latach 2007–2018 członek Redakcji Mszy Świętej Radiowej, wygłaszał homilie w czasie mszy świętych transmitowanych przez I Program Polskiego Radia z bazyliki św. Krzyża w Warszawie. Od 2021 autor programu i krajowy koordynator nowenny ku czci Niepokalanej Objawiającej Cudowny Medalik (2021–2030), przygotowań do jubileuszu 200. rocznicy objawień maryjnych, których doświadczyła w 1830 św. Katarzyna Labouré.

## Publikacje książkowe
- Storia della liberazione di Pietro e della punizione di Erode: studio letterario della natività di Atti 12, 1–24 (Wydawnictwo Instytutu Teologicznego Księży Misjonarzy, Kraków 1993, OCLC 1203506647)[19]
- Chronologia nowego Testamentu (Instytut Teologiczny Księży Misjonarzy, Kraków 1995, ISBN 83-86231-30-0)
- „A słowo Boże rozszerzało się i rosło”: programowa funkcja Dz 12, 1–24 w kompozycji księgi (Katolicki Uniwersytet Lubelski, Lublin 1995, ISBN 83-228-0425-3)
- Paweł – apostoł Żydów i pogan: Łukaszowy obraz powstania i rozwoju Pawłowych wspólnot (Instytut Teologiczny Księży Misjonarzy, Kraków 1997, ISBN 83-86768-74-6)
- Obraz i funkcja faryzeuszy w dziele Łukaszowym (ŁK-DZ): studium literacko-teologiczne: rozprawa habilitacyjna (Redakcja Wydawnictw Katolickiego Uniwersytetu Lubelskiego, Lublin 2000, ISBN 83-228-0799-6)
- Faryzeusze: historia – Ewangelie (Wydawnictwo Katolickiego Uniwersytetu Lubelskiego, Lublin 2002, ISBN 83-7363-120-8)
- Paweł Apostoł: chronologia życia i pism (Edycja Świętego Pawła, Częstochowa 2003, ISBN 83-7168-648-X)
- Święty Łukasz wobec niewiary Izraela – krytyka i nadzieja (Oficyna Wydawnicza „Vocatio”, Warszawa 2006, ISBN 978-83-7492-006-3)
- Listy apostoła Pawła: wprowadzenie i omówienie (Wydawnictwo Instytutu Teologicznego Księży Misjonarzy, Kraków 2008, ISBN 978-83-7216-729-3)
- Rozmowy z Pawłem z Tarsu: o Bogu i człowieku (Edycja Świętego Pawła, Częstochowa 2010, ISBN 978-83-7424-861-7)
- Święta Katarzyna Labouré i Cudowny Medalik (Edycja Świętego Pawła, Częstochowa 2010, ISBN 978-83-7424-879-2)
  - przekład na język ukraiński: Свята Катерина Лабуре і Чудотворний Медальйон, tłum. Taras Rizun (Wistka, Kijów 2017, ISBN 978-617-7157-42-6)
  - przekład na język słowacki: Svätá Katarína Labouré a Zázračná medaila, tłum. Dominik Brňák (Vincentín, Bratysława 2019, ISBN 978-80-89570-25-6)
- Koronka do Bożego Miłosierdzia (Paulistki Wydawnictwo-Księgarnia, Warszawa 2011, ISBN 978-83-62985-04-3)
- Wiara chrześcijańska. Trudne pytania i proste odpowiedzi (Paulistki Wydawnictwo-Księgarnia, Warszawa 2012, ISBN 978-83-62985-02-9)
- Nadzieja zawieść nie może (Paulistki Wydawnictwo-Księgarnia, Warszawa 2013, ISBN 978-83-62985-28-9)
- Cudowny Medalik (Paulistki Wydawnictwo-Księgarnia, Warszawa 2015, ISBN 978-83-62985-55-5)
- Głosić Dobrą Nowinę ubogim (Wydawnictwo Instytutu Teologicznego Księży Misjonarzy, Kraków 2017, ISBN 978-83-7869-290-4)
- Nowenna ku czci Niepokalanej objawiającej Cudowny Medalik (2021–2030): przewodnik (Wydawnictwo Instytutu Teologicznego Księży Misjonarzy, Kraków 2021, ISBN 978-83-7869-566-0)
- Teologia i nauka. Odkrywanie tajemnicy stworzenia (Wydawnictwo Instytutu Teologicznego Księży Misjonarzy, Kraków 2023, ISBN 978-83-7869-634-6)